# چاهک (مشهد)
چاهک، روستایی از توابع بخش رضویه شهرستان مشهد در استان خراسان رضوی است.  
این روستا تا بحال چند بار بخاطر سیل ویران و دوباره ساخه شده است وداستان  مسجد کهنه روستا در نجات اهالی معروف است. 
اهالی روستا شیعه بوده و به زبان فارسی تکلم میکنند.  
شمال روستا به تپه ها محدود است و عصر  حاضر خانه ها بین تپه و دشت برروی شیبی ملایم ساخته اند.  

## جمعیت
این روستا در دهستان پایین ولایت قرار دارد و براساس سرشماری مرکز آمار ایران در سال ۱۳۸۵، جمعیت آن ۶۷۱ نفر (۱۷۸ خانوار) بوده‌است. جمعیت روستای چاهک در سال ۱۳۹۰ به ۵۷۳ نفر کاهش یافته‌است.
افراد زیادی در این روستا همچون حسین اسداللهی طرق  ، رجب محمد زاده طرقی و داوود عزیزی در زمینه توسعه بخش روستایی همکاری دارند و علاوه بر این در سازماندهی کمک های مردمی و دولتی در منطقه نقش بسزایی را ایفا می نمایند . بیشتر افراد این منطقه غالباً به شغل کشاورزی مشغول می باشند و کاشت پسته در این منطقه رواج زیادی دارد .